# John McVie
John Graham McVie (* 26. listopadu 1945 Ealing, Anglie) je britský baskytarista známý jako člen rockové skupiny Fleetwood Mac. Jeho příjmení, zkombinované s příjmením Micka Fleetwooda, bylo inspirací pro jméno této skupiny. Ke skupině Fleetwood Mac se připojil krátce po jejím založení, kdy v roce 1967 nahradil baskytaristu Boba Brunninga.
V roce 1968 se oženil s bluesovou pianistkou a zpěvačkou Christine Perfect, která se o dva roky později přidala ke skupině Fleetwood Mac. John a Christine McVie se rozvedli v roce 1977, v době kdy natáčeli album Rumours, které bylo ze všech dosavadních alb Fleetwood Mac umělecky a obchodně nejúspěšnější.

## Diskografie

### Fleetwood Mac
| Rok  | Album                   | US  | UK | Poznámka                                                                         |
| ---- | ----------------------- | --- | -- | -------------------------------------------------------------------------------- |
| 1968 | Fleetwood Mac           | 198 | 4  | Jediné album Fleetwood Mac kde na baskytaru hrál Bob Brunning - "Long Grey Mare" |
| 1968 | Mr. Wonderful           | -   | 10 | -                                                                                |
| 1969 | Then Play On            | 192 | 6  | John uveden na instrumentálce "Searching For Madge"                              |
| 1970 | Kiln House              | 69  | 39 | John je spoluautor skladby "Station Man"                                         |
| 1971 | Future Games            | 91  | -  | -                                                                                |
| 1972 | Bare Trees              | 70  | -  | Autorem fota na obalu alba je John                                               |
| 1973 | Penguin                 | 49  | -  | -                                                                                |
| 1973 | Mystery to Me           | 68  | -  | John je spoluautor skladby "Forever"                                             |
| 1974 | Heroes Are Hard to Find | 34  | -  | -                                                                                |
| 1975 | Fleetwood Mac           | 1   | 23 | -                                                                                |
| 1977 | Rumours                 | 1   | 1  | John napsal basový part skladby "The Chain"                                      |
| 1979 | Tusk                    | 4   | 1  | -                                                                                |
| 1980 | Live                    | 14  | 31 | -                                                                                |
| 1982 | Mirage                  | 1   | 5  | -                                                                                |
| 1987 | Tango in the Night      | 7   | 1  | -                                                                                |
| 1988 | Greatest Hits           | 14  | 3  | -                                                                                |
| 1990 | Behind the Mask         | 18  | 1  | -                                                                                |
| 1995 | Time                    | -   | 47 | -                                                                                |
| 1997 | The Dance               | 1   | 15 | John nazpíval doprovodné vokály na "Say You Love Me"                             |
| 2003 | Say You Will            | 3   | 6  | -                                                                                |

### John Mayall's Bluesbreakers
| Rok  | Album                            | US | UK | Poznámka             |
| ---- | -------------------------------- | -- | -- | -------------------- |
| 1965 | John Mayall Plays John Mayall    |    |    | Live At Klooks Kleek |
| 1966 | Blues Breakers with Eric Clapton |    |    | -                    |
| 1967 | A Hard Road                      |    |    | -                    |
| 1967 | Crusade                          |    |    | -                    |

### Sólová alba
| Rok  | Album                                    | US | UK | Poznámka |
| ---- | ---------------------------------------- | -- | -- | -------- |
| 1992 | John McVie's Gotta Band with Lola Thomas | -  | -  | -        |